# Viaducto de Osormort
El viaducto de Osormort es uno de los 50 viaductos que forman parte de la autovía C-25, popularmente conocida como Eje Transversal de Cataluña. El viaducto se encuentra cerca del pequeño municipio de San Saturnino de Osormot, en la comarca de Osona (Cataluña, España), motivo por el cual recibe este nombre. A diferencia del resto de viaductos del Eje Transversal, tiene la singularidad de ser el de mayor longitud (500 metros). El viaducto se encuentra dentro del tramo Gurb - Caldas de Malavella del Eje Transversal, que representa el 50% de la obra y donde se presentan más complicaciones orográficas.
El viaducto de Osormort, de hecho, está formado por dos viaductos paralelos muy similares que fueron construidos en dos etapas temporales diferentes, de la misma manera que todas las infraestructuras que forman parte del Eje Transversal. El primer viaducto entró en funcionamiento el 12 de diciembre de 1997, momento en que el Eje Transversal quedó inaugurado con carácter de vía rápida. El segundo viaducto, ligeramente diferente a la anterior, entró en funcionamiento en enero de 2013, después de las obras de desdoblamiento que dieron en la carretera el carácter de autovía.
El viaducto pasa por sobre la Riera Major y la carretera BV-5201, que conecta los municipios de Osona de Calldetenes, San Julián de Vilatorta, San Saturnino de Osormot, Espinelvas y Vilanova de Sau.
El viaducto es propiedad de la Generalidad de Cataluña, al igual que el Eje Transversal.

## Datos geométricos y geotécnicos

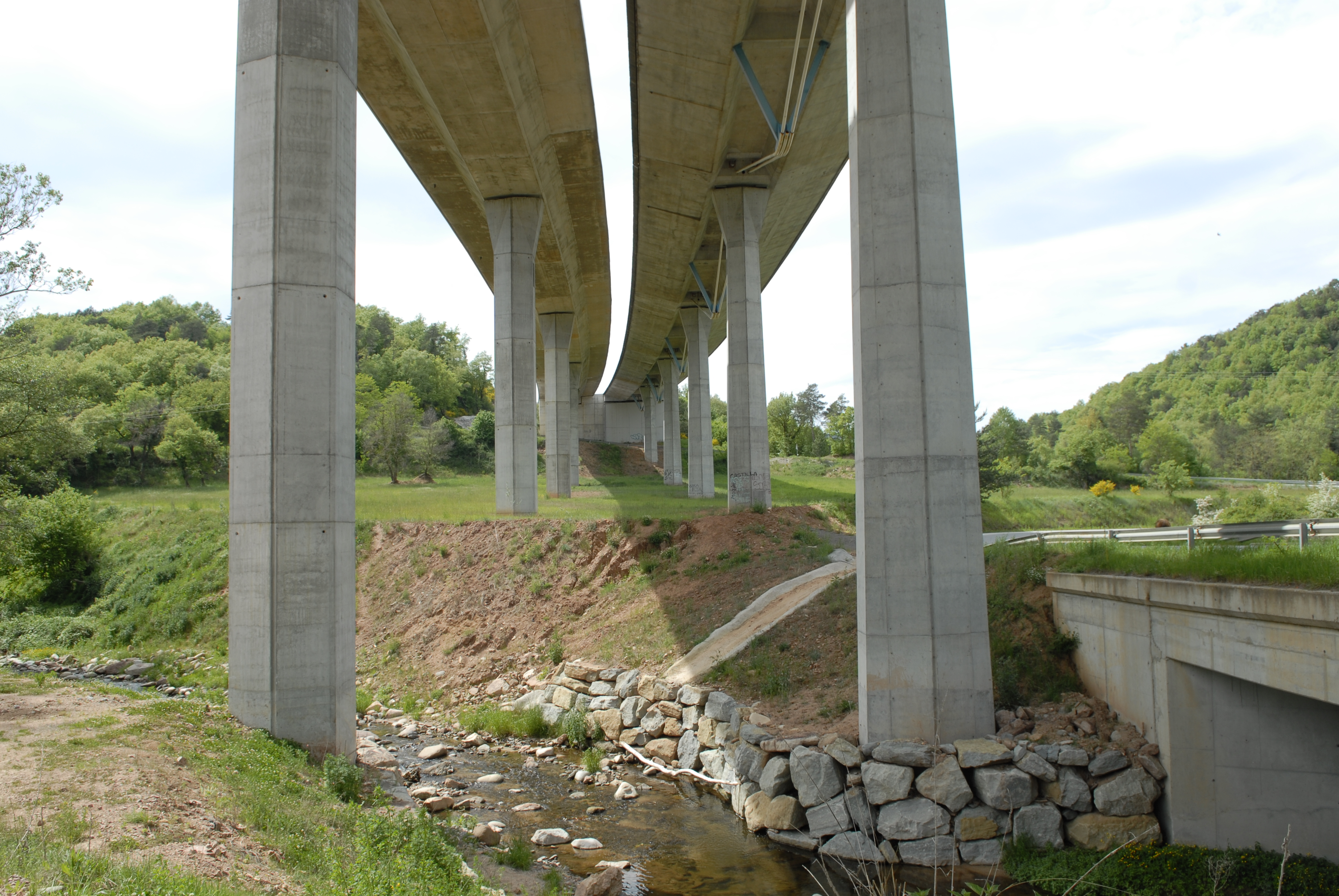
Parte inferior del viaducto donde se observa la Riera Major y el aspecto del terreno (fotografía de 2014).

El viaducto de Osormort se desarrolla en planta curva de 1550 m de radio sobre un valle de 509 m de longitud y altura máxima de 30 m. La anchura total de la calzada entre extremos interiores de las defensas (de cada uno de los viaductos) es de 12 m.
El terreno sobre el que reposa está constituido por granito biotítico y otras zonas sobre un manto de alteración granítica, todo él recubierto por una capa muy fina de tierra vegetal que no excede de un metro de espesor. En el centro del valle se encuentra una pequeña zona aluvial.
Para la cimentación de las pilas, los ensayos y sondeos realizados aconsejaron mejorar las características del terreno por medio de inyecciones, que permitieron cimentar a cota superior y reducir las dimensiones de las zapatas de los pilares.

## El primer viaducto

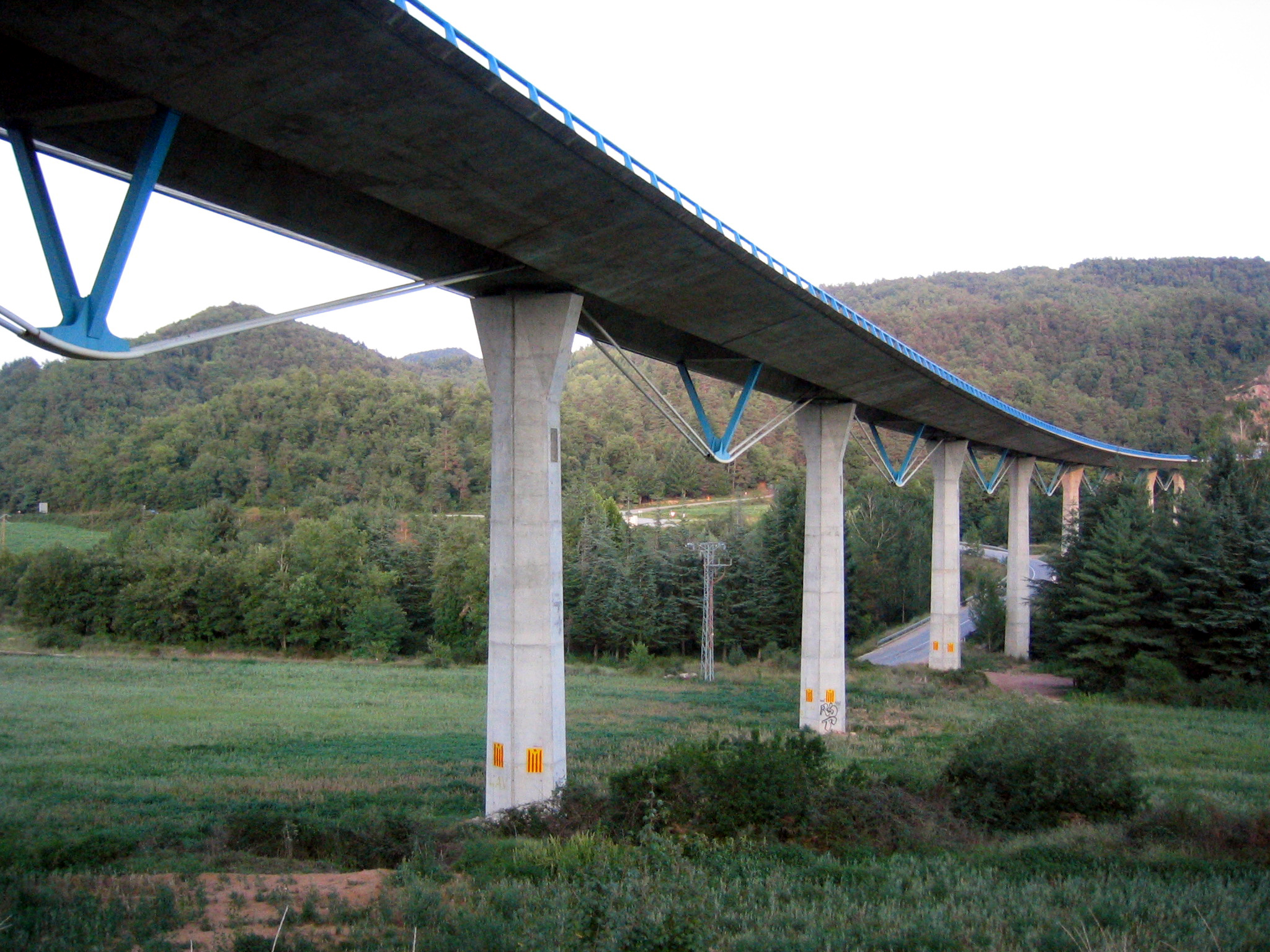
Fotografía del viaducto realizada en 2005. En la parte inferior se observan los tirantes (dentro de los tubos blancos) y los puntales metálicos triangulares (de color azul), que sirven de apoyo intermedio para los dinteles continuos de hormigón pretensado.

El primer viaducto, cuya inauguración se produjo el 12 de diciembre de 1997, es el más singular de los dos. Tiene una longitud total de 509 m. En este viaducto se aplicó por primera vez en el mundo una técnica que permitió atirantar inferiormente un dintel continuo de hormigón pretensado. Los tirantes inferiores crean un apoyo intermedio en el dintel por medio de un puntal metálico triangular. De esta manera, no se utiliza la calzada superior para alojar torres de donde colgar los tirantes, sino que queda libre. El viaducto se construyó con cimbra autoportante.
Este viaducto está formado por 11 tramos de 40 m de luz, rodeados por 2 tramos de 32 m de luz. El tablero se apoya sobre 12 pilas de altura variable entre 11,5 y 30 m de altura.
La empresa constructora de este viaducto fue Agroman, S.A. Esta empresa actualmente pertenece a la multinacional española Ferrovial

## El segundo viaducto
El segundo viaducto, inaugurado en enero de 2013, es una estructura de 500 m de longitud formada por un tablero continuo de hormigón pretensado de sección trapezoidal aligerada y 13 vanos (con 11 luces de 40 my 2 luces de 32 metros), pilastras de fuste y capitel hexagonal de altura máxima de 31,5 m y cimentación sobre zapatas.
El segundo viaducto se construyó dentro del plan de desdoblamiento de la C-25 aprobado por la Generalidad de Cataluña, que se adjudicó a la concesionaria Cedinsa. Esta empresa se encargó de la construcción del nuevo viaducto y de su mantenimiento por un periodo de 33 años.
|  |
|  |

|  |
|  |

|  |
|  |

|  |
|  |

|  |
|  |

|  |
|  |